# Journal télévisé (La Une)
Le JT 13h00 et le JT 19h30 sont les journaux télévisés belges diffusés tous les soirs à 13 h et à 19 h 30 sur la chaîne publique belge francophone La Une depuis le 1er septembre 1956.

## Histoire
Le premier journal télévisé belge fait son apparition le 1er septembre 1956, entièrement réalisé à Bruxelles et presque dépourvu d'images, hormis celle du présentateur lisant son texte.
En 2005, le flash de 18h30 devient le 6 minutes.
Le 21 mars 2011, la RTBF réorganise ses éditions : avec le 13 heures et le 19 heures 30 sur la Une, le 15 minutes et le 12 minutes sur la Deux. Le journal de 19h30 est désormais diffusée en langue des signes sur La Trois.

### Habillage d'antenne
- Le 1re générique (1985) est entièrement virtuel. Tout d'abord, le logo de la chaîne apparaît. Puis, il présente plusieurs immeubles, avec au centre la tour Reyers. L'écran s'avance puis remonte cette tour et apparaît ensuite un planisphère découpé en plusieurs petits carrés. Enfin le 1 issu du logo de la RTBF fait son apparition.

- Le 2e générique (1990) ressemble plus ou moins au précédent; elle est entièrement virtuel. Il présente la tour Reyers qui s'allume de bas en haut. l'écran s'avance puis remonte cette tour et apparaît ensuite un planisphère et un cercle. Enfin le 1 issu du logo de la RTBF fait son apparition au centre avec écrit JOURNAL en haut et TELEVISE en bas suivi du nom de l'édition.

- Le 3e générique (1993) est entièrement virtuel. Après l'annonce des titres, le générique présente quatre carrés (référence au logo de la chaîne en 1993), tournant autour du cercle et de la terre. Puis ces carrés reforment le logo avec le 1.

- Le 4e générique (1994) est entièrement virtuel. Il présente la planète terre avec des cercles allant allant vers le pôle sud. l'écran remonte jusqu'à la tour reyers. Vient ensuite à l'écran plusieurs images puis le logo du journal apparaît. 
  - Ce générique évoluera à deux reprises à la fin du générique. Seule la fin change avec l'apparition du plateau du journal avec la date inscrit en bas de l'écran. 
  - La seconde évolution (en 1996) est le nom de l'inscription de JOURNAL TELEVISE. La musique, elle, reste la même, mais en moins "chargée".

- Le 5e générique (1er décembre 1997) présente l'heure avec à gauche de l'écran, la Tour Reyers.

- Le 6e générique (2004) présente la planète terre qui se forme en orange, au départ d'une goutte d'encre. Les lettres "Journal Télévisé" apparaissent en bas à droite, tandis qu'un carré rouge vient se placer en haut à gauche de l'image. Le nom de l'édition apparaît dans un bandeau rouge sous l'inscription "Journal Télévisé".

- Le 7e générique (2005) présente la terre avec les anneaux carrés (en référence du logo de la chaîne). Les titres sont présentés durant le générique, par des incrustations en image, dans des fenêtres rouges à côté de la Terre. Puis le nom apparaît en bas de l'écran. La musique du générique est un remix du précédent. Ce générique a été utilisé pour l'émission du 13 décembre 2006. 
  - Ce générique évoluera ensuite : les titres ne seront plus présentés dans des fenêtres rouges, mais en plein écran, avec la terre placée en bas à gauche de l'image.

- Le 8e générique (21 mars 2011) présente un paysage urbain - une vue du Sud de Bruxelles, filmée depuis le sommet de l'IT Tower - tandis que s'affichent des thèmes et rubriques abordés dans les journaux, ainsi que plusieurs noms de ville. Le générique se conclut avec l'apparition du nom et du logo, en bleu et blanc, de l'édition.
  - Dans le générique de l'édition de 13h, le paysage est filmé de plein jour. Le panorama se déplace de l'avenue Louise vers le bois de la Cambre.
  - Dans le générique de 19h30, les images montrent la ville au soleil couchant. Le panorama part cette fois du bois de la Cambre vers l'avenue Louise, mais les images ont été inversées afin de défiler de gauche à droite, comme dans le générique de 13h.

- Le 9e générique (21 mars 2016)[1] est une version retravaillée du précédent. Le générique est alors diffusé après la présentation des titres, et le nom de l'édition apparait désormais dans un logo rouge, de forme carrée. Quant à la musique, elle est légèrement remixée par rapport à la précédente.

- Le 10e générique (3 septembre 2018) reprend la musique du générique précédent, ainsi que les logos sur fond de carré rouge. Il connaît deux versions :
  - La version de 13h présente des images aériennes en Wallonie et à Bruxelles, filmées en plein jour : une route forestière, la passerelle La Belle Liégeoise, une vue de Namur prise depuis la citadelle, la gare de Liège-Guillemins, le petit ring de Charleroi et enfin une vue de Bruxelles et de son hôtel de Ville depuis le Mont des Arts.
  - La version de 19h30 présente des images urbaines filmées uniquement à Bruxelles, à la tombée du jour : les gratte-ciels du quartier Nord, le rond-point Robert Schuman, des piétons sur la rue Neuve, le parc du Cinquantenaire et enfin une vue paysagère depuis la place Poelaert.

## Présentateurs

### JT de 13h00
- Anne Goderniaux : 1997 – 2001
- Anne Delvaux : 2001 – 2003
- Thierry Bellefroid : janvier 2004 – septembre 2009
- Sébastien Nollevaux : 7 septembre 2009 – 18 mars 2011
- Nathalie Maleux :  le 21 mars 2011 - 2 septembre 2019
- Ophélie Fontana : Depuis le 2 septembre 2019

Joker
- Véronique Barbier : depuis avril 2011
- Anne-Sophie Depauw : Depuis le 30 juin 2025 en remplacement temporaire de Véronique Barbier.

### JT de 19h30
- Robert Stéphane : 1956...
- David Lachterman : 1960-1962
- Henri-François Van Aal : 1968...
- Janine Lambotte : 1961...
- Pierre Delrock : 1964-1976
- Luc Beyer de Ryke : 1962-1979
- Georges Konen :
- François-Michel Van de Mersch : années 70
- Dolly Damoiseau : années 70
- Gérard de Sélys : 1976 (6 mois)
- André Urbain : années 70-80
- Joseph Buron : 1978-1983
- Pierre Mathias : 1978-1983
- Jean-Jacques Jespers : 1982-1985, puis 1988-1989
- Jean-Pierre Gallet : 1981-1988
- Georges Moucheron : 1982-1988
- Françoise Van De Moortel : 1984-1988
- Jacques Bredael : 1988-1997
- Françoise Wolff : 1988-1990
- Yves Thiran : 1988-1991
- René Thierry : 1991-1993
- Françoise Palange : 1992-1996
- Thierry Bellefroid : 1996-2009
- Fabienne Vande Meersche : 1996-2003
- François de Brigode : 1997-2024
- Nathalie Maleux : Depuis 2 septembre 2019
- Laurent Mathieu : à partie de septembre 2024

Joker
- Hadja Lahbib :  février 2014 - 30 août 2019
- Sacha Daout : Depuis 1er juillet 2018

### JT Week-end
- Anne Delvaux : 2003 – 8 avril 2007
- Nathalie Maleux : 13 avril 2007 – 2011
- Julie Morelle : avril 2011 - dimanche 1 août 2021
- Laurent Mathieu : depuis octobre 2016
- Mariam Alard : depuis le 10 décembre 2021

Joker
- Anne Goderniaux : été 2012, 2014 – 2016

### Éditions disparues

#### Dernière édition (appelée tour à tour JT2, JT Dernière, JT Soir, le 12 minutes et Vews)
- Georges Moucheron : 1973-1982
- Françoise Van De Moortel : 1976-1980
- Renaud Denuit
- Gérald Hayois
- Roger Clermont : 1982-1985
- Francis Buytaers : 1983-1993
- Alain de Streel : 1983-1988
- René Thierry : 1985-1991
- Jacques Bredael : 1985-1988
- Paul Germain : 1989-2004
- Thierry Bellefroid
- Thierry De Bock
- Hadja Lahbib : 1997-2002
- Anne Delvaux : 2000-2001
- Sabine Breulet
- Nathalie Maleux : 2000-2002
- Véronique Barbier
- Esmeralda Labye : 2001-2002, puis 2011-2017
- Sacha Daout
- Gérald Vandenberghe : 2001-2002
- Pascal Bustamante : 2001-2002
- Éric Boever : 2003-2019
- Ophélie Fontana
- Tanguy Dumortier

#### Le 18h30 (septembre 2004-septembre 2005)
- Véronique Barbier : 2004 – 2005

#### Le 6 minutes (septembre 2005-18 mars 2011)
- Éric Boever : septembre 2005-mars 2011
- Ophélie Fontana : septembre 2007-mars 2011